# Communauté de communes Lyons Andelle
La communauté de communes Lyons Andelle ou CdCLA est une communauté de communes française, située dans le département de l'Eure et dans la région Normandie.

## Historique
Dans le cadre des dispositions de la loi portant nouvelle organisation territoriale de la République (Loi NOTRe) du 7 août 2015, qui prévoit que les établissements publics de coopération intercommunale (EPCI) à fiscalité propre doivent avoir un minimum de 15 000 habitants, le préfet de l'Eure a arrêté le schéma départemental de coopération intercommunale (SDCI) de l'Eure qui prévoit notamment la fusion des intercommunalités suivantes : 

- communauté de communes de l'Andelle ;

- communauté de communes du canton de Lyons-la-Forêt ;

en précisant que « peu densément peuplées, les communautés de communes de l’Andelle et du Canton de Lyons-la-Forêt ont souhaité se rapprocher, fortes de leur expérience de travail partagé au sein du Pôle d’équilibre territorial rural du Vexin normand, du syndicat de transport des élèves Lyons-Andelle (STELA) et du syndicat de rivières du bassin de l’Andelle et de ses affluents. Le nouvel EPCI aura une population totale de 21 193 habitants et formera un axe « Vallée de l’Andelle » au sein du département. Cette nouvelle entité permettrait, sans nul doute, de revivifier le tissu économique et social notamment de la vallée de l'Andelle ».
La communauté de communes Lyons Andelle est ainsi créée après avis des conseils municipaux et communautaires le 1er janvier 2017,,.
La commune de Bézu-la-Forêt, initialement membre de la communauté de communes du canton de Lyons-la-Forêt, insatisfaite de son intégration en 2017 dans la communauté de communes Lyons Andelle, obtient son rattachement à la communauté de communes du Vexin Normand le 1er janvier 2018,, réduisant ainsi à 30 le nombre de communes de Lyons Andelle.

## Territoire communautaire

### Géographie
Située dans le nord du département de l'Eure, la communauté de communes Lyons Andelle regroupe 30 communes et s'étend sur 275,4 km2.

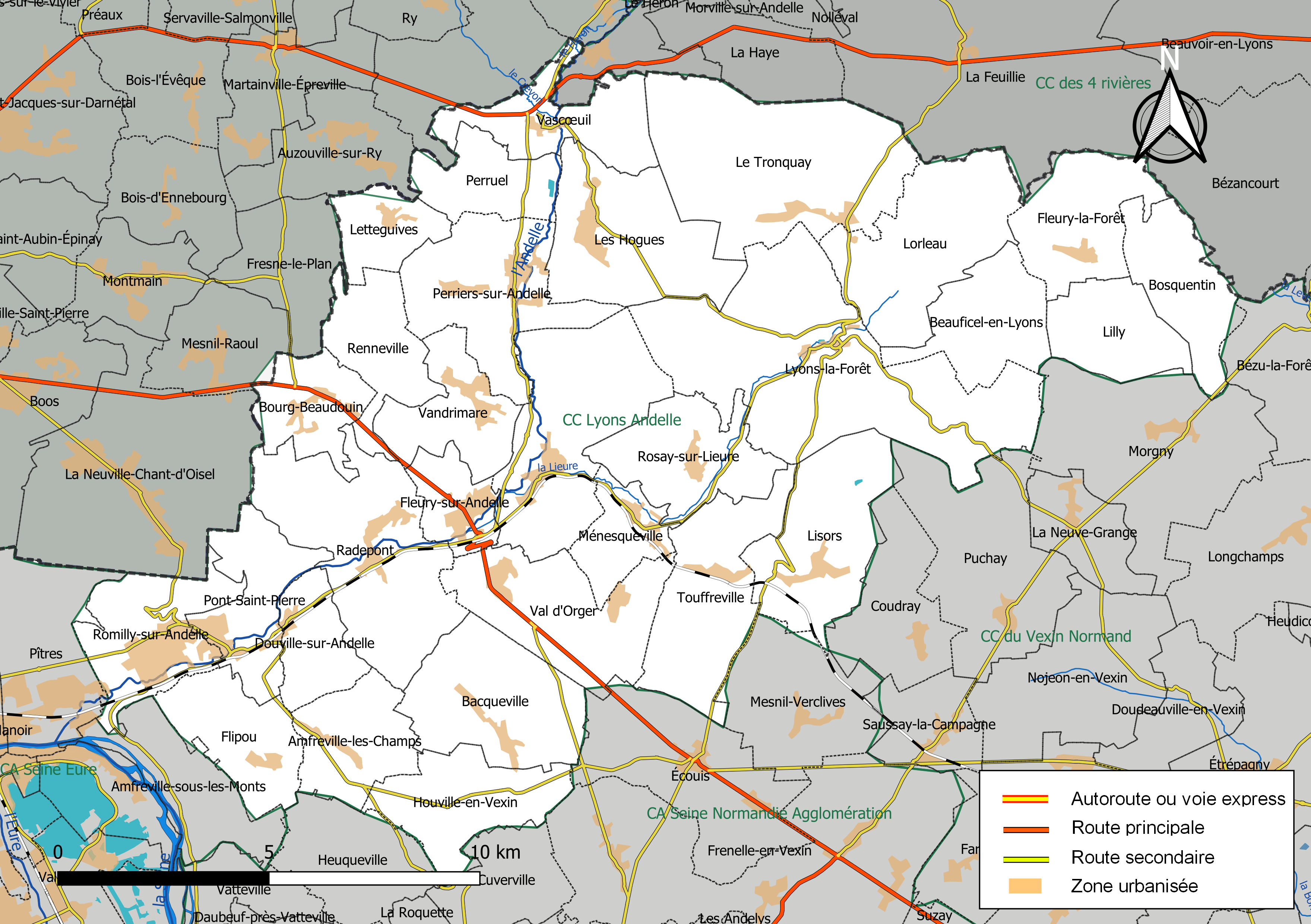
Carte de la communauté de communes Lyons Andelle au 1er janvier 2019.

### Composition
En 2022, la communauté de communes est composée des 30 communes suivantes :

| Nom                   | Code Insee | Gentilé         | Superficie (km2) | Population (dernière pop. légale) | Densité (hab./km2) |
| --------------------- | ---------- | --------------- | ---------------- | --------------------------------- | ------------------ |
| Charleval (siège)     | 27151      | Charlevalais    | 14,14            | 1 703 (2022)                      | 120                |
| Amfreville-les-Champs | 27012      | Amfrevillais    | 6,56             | 444 (2022)                        | 68                 |
| Bacqueville           | 27034      | Bacquevillais   | 11,01            | 620 (2022)                        | 56                 |
| Beauficel-en-Lyons    | 27048      | Beauficelois    | 7,2              | 207 (2022)                        | 29                 |
| Bosquentin            | 27094      | Bosquentinois   | 6,9              | 128 (2022)                        | 19                 |
| Bourg-Beaudouin       | 27104      | Beaudinois      | 5,33             | 725 (2022)                        | 136                |
| Douville-sur-Andelle  | 27205      | Douvillais      | 4,51             | 414 (2022)                        | 92                 |
| Fleury-la-Forêt       | 27245      | Fleurysiens     | 7,85             | 289 (2022)                        | 37                 |
| Fleury-sur-Andelle    | 27246      | Fleurysiens     | 3,79             | 1 810 (2022)                      | 478                |
| Flipou                | 27247      | Filipipinghiens | 6,97             | 321 (2022)                        | 46                 |
| Les Hogues            | 27338      | Hoguais         | 11,81            | 685 (2022)                        | 58                 |
| Houville-en-Vexin     | 27346      | Houvillais      | 8,09             | 234 (2022)                        | 29                 |
| Letteguives           | 27366      | Letteguiviens   | 4,1              | 208 (2022)                        | 51                 |
| Lilly                 | 27369      | Lilliaciens     | 6,03             | 74 (2022)                         | 12                 |
| Lisors                | 27370      | Lisorciens      | 10,75            | 299 (2022)                        | 28                 |
| Lorleau               | 27373      | Lorléens        | 12,31            | 101 (2022)                        | 8,2                |
| Lyons-la-Forêt        | 27377      | Lyonsais        | 26,99            | 730 (2022)                        | 27                 |
| Ménesqueville         | 27396      | Menesquevillais | 4,17             | 478 (2022)                        | 115                |
| Perriers-sur-Andelle  | 27453      | Pirisiens       | 11,21            | 1 791 (2022)                      | 160                |
| Perruel               | 27454      | Perrueliens     | 5,37             | 466 (2022)                        | 87                 |
| Pont-Saint-Pierre     | 27470      | Pétripontains   | 6,9              | 1 137 (2022)                      | 165                |
| Radepont              | 27487      | Ratispontains   | 15,81            | 643 (2022)                        | 41                 |
| Renneville            | 27488      | Rennevillois    | 6,3              | 207 (2022)                        | 33                 |
| Romilly-sur-Andelle   | 27493      | Romillois       | 8,53             | 3 227 (2022)                      | 378                |
| Rosay-sur-Lieure      | 27496      | Rosayens        | 8,21             | 510 (2022)                        | 62                 |
| Touffreville          | 27649      | Touffrevillais  | 10,68            | 340 (2022)                        | 32                 |
| Le Tronquay           | 27664      | Tronquois       | 19,06            | 525 (2022)                        | 28                 |
| Val d'Orger           | 27294      |                 | 10,97            | 990 (2022)                        | 90                 |
| Vandrimare            | 27670      | Vandrimarais    | 6,48             | 966 (2022)                        | 149                |
| Vascœuil              | 27672      | Vascœuillais    | 7,39             | 322 (2022)                        | 44                 |

### Démographie
| 1968   | 1975   | 1982   | 1990   | 1999   | 2008   | 2013   | 2019   |
| ------ | ------ | ------ | ------ | ------ | ------ | ------ | ------ |
| 15 713 | 16 065 | 17 410 | 18 126 | 18 696 | 20 092 | 21 028 | 20 753 |

## Administration

### Siège
Le siège de l'intercommunalité est à Charleval, Rue Martin Liesse - ZAE La Vente Cartier.

### Élus
L'intercommunalité  est administrée par son conseil communautaire, composé  pour le mandat 2020-2026  de 48 conseillers municipaux  représentants chacune des communes membres et répartis sensiblement en fonction de leur population : 

- 7 délégués pour Romilly-sur-Andelle ;

- 4 délégués pour Fleury-sur-Andelle, Charleval et Perriers ;

- 2 délégués pour  Pont-Saint-Pierre, Val d'Orger et Vandrimare ; 

- 1 délégué et son suppléant pour les 26 autres communes, toutes de moins de mille habitants.
Au terme des élections municipales de 2020 dans l'Eure, le conseil communautaire renouvelé a réélu son président, Philippe Gérics, maire de Perriers-sur-Andelle. Après sa mort survenue en janvier 2023, le conseil a élu président Jean-Luc Romet, maire de Romilly-sur-Andelle lors de sa séance du 2 février 2023. Il a également élu ses 11  vice-présidents, qui sont : 
1. François Baldari, maire de Lyons-la-Forêt, chargé de la voirie, des finances et des affaires générales ;
2. Lionel Bezirard, maire adjoint de Vandrimare, chargé de l’économie ;
3. Aline Bachelet, maire des Hogues, chargée du tourisme et de la culture ;
4. Philippe Halot, maire de Bourg-Beaudouin, chargé de l’aménagement du territoire et du cadre de vie ;
5. Pascal Calais, maire de Charleval, chargé de l’environnement, du développement durable et des mobilités ;
6. Gilles Lebreton, maire de Houville-en-Vexin, chargé des coopérations avec les communes ;
7. Sylviane Fouquet, maire de Bosquentin, chargée de l’action sociale et de la santé ;
8. Patrick Minier, maire de Radepont, chargé du patrimoine et des grands projets ;
9. Pascal Béharel, maire de Rosay-sur-Lieure, chargé  du cycle de l’eau ;
10. Rémi Vieillard, maire de Fleury-sur-Andelle, chargé de la petite enfance, de l’enfance et de la jeunesse,
11. Valérie Lavigne, maire de Pont-Saint-Pierre, chargée de la politique associative et sportive et de la communication.

Le président, les 11 vice-présidents et 18 autres membres forment le bureau de l'intercommunalité pour la mandature 2020-2026.

### Liste des présidents
| Période       | Période                      | Identité        | Étiquette | Qualité |
| ------------- | ---------------------------- | --------------- | --------- | --- |
| janvier 2017, | janvier 2023                 | Philippe Gérics | PS        | Maire de Perriers-sur-Andelle (2001 → 2023) Président de l'ex-communauté de communes de l'Andelle (2001 → 2016) Mort en fonction |
| février 2023  | En cours (au 3 février 2023) | Jean-Luc Romet  | DVG       | Maire de Romilly-sur-Andelle (2008 → )                                                                                           |

### Compétences
L'intercommunalité exerce les compétences qui lui ont été transférées par les communes membres, dans les conditions définies par le code général des collectivités territoriales. Il s'agit de : 
- Aménagement de l’espace pour la conduite d'actions d'intérêt communautaire : études en vue de l'élaboration de documents d'urbanisme à l'échelle intercommunale, études et actions de soutien au développement des mobilités dont les aires de co-voiturage, mise en place d'un système d'information géographique ;
- Actions de développement économique : zones d'activité, politique locale du commerce et soutien aux activités commerciales d'intérêt communautaire, promotion du tourisme, dont la création d'offices de tourisme ;
- Gestion des milieux aquatiques et prévention des inondations (GEMAPI) : aménagement d'un bassin ou d'une fraction de bassin hydrographique, entretien et aménagement d'un cours d'eau, canal, lac ou plan d'eau, défense contre les inondations et contre la mer, protection et restauration des sites, des écosystèmes aquatiques et des zones humides ainsi que des formations boisées riveraines. ;
- Aires d'accueil des gens du voyage et des terrains familiaux locatifs ;
- Collecte et traitement des déchets des ménages et déchets assimilés.
- Politique du logement et du cadre de vie : politique de réhabilitation du logement dans le cadre d’une opération programmée d'amélioration de l'habitat  (OPAH) ;
- Voirie d'intérêt communautaire : voies communautaires et voies communales classées à l'inventaire, entretien de l’ensemble des voies communautaires et communales (...), voies vertes , 'entretien des sentiers de randonnées d'intérêt communautaire (boucle du Papillon, sentier de la Fontaine Bulant, boucle Edmond et Caliste, sentier du Bois de Bacqueville & variante Ferme des Vaux, sentier du Bois de Bonnemare, sentier de la Vallée, sentier de la Jacassière, sentier de l'Abbaye de Mortemer, boucle des Coteaux de Fouillebroc, chemin des Écoliers, sentier de la Fontaineresse, sentier du Four à Chaux, boucle du Gros Chêne, boucle des Deux Plateaux, boucle de Saint-Mathurin, boucle des Sept Mares, sentier du Fouillebroc).
- Équipements sportifs d'intérêt communautaire (école de football intercommunale de Romilly-sur-Andelle / Pont-St-Pierre, gymnases rattachés aux collèges de Romilly-sur-Andelle et Fleury-sur-Andelle, équipements sportifs de proximité en libre accès, terrains multisports (plateaux sportifs et « city stades »), équipements sportifs de proximité situés sur des aires récréatives et de loisirs de compétence communale, bases de canoë kayak) ;
- Action sociale d'intérêt communautaire : actions en faveur du maintien à domicile des personnes âgée (service d'aide à domicile, service de portage de repas), de la petite enfance (crèches, halte-garderie, relais assistance maternelles et ludothèques), de l'enfance-jeunesse (activités périscolaires et extrascolaires et accueil de loisirs sans hébergement des ALSH de  Touffreville, de Lyons-la-Forêt et de Vascœuil), projets et actions en direction des jeunes de 11 à 17 ans ; actions pour l'insertion sociale et professionnelle des jeunes de 16 à 25 ans, coordination des acteurs locaux de l'enfance et de la jeunesse dans le cadre d'un projet éducatif globa) ;
- Assainissement non collectif : contrôle, entretien et réhabilitations des installations d'assainissement non collectif (SPANC) ;
- Aménagement numérique du territoire, notamment par l'adhésion à un syndicat mixte ouvert ;
- Environnement : Plan climat-air-énergie territorial (PCAET), valorisation du patrimoine naturel intéressant l’ensemble du territoire intercommuna ;
- Transports : à compter du 1er septembre 2019, gestion des transports scolaires par délégation de l’autorité de transport de premier rang.
- Sécurité : Entretien et gestion de la caserne de gendarmerie située à Lyons-la-Forêt, construction, entretien et gestion de la nouvelle caserne de gendarmerie située à Fleury-sur-Andelle. ;
- Santé : mise en place d'une politique territoriale de santé dont la construction d'une maison de santé pluriprofessionnelle à Charleval ;
- Sport et culture : organisation d’une saison culturelle dans le cadre d’une politique concertée avec les acteurs du territoire, organisation ponctuelle d’événements sportifs, actions d’éducation artistique, culturelle et sportive auprès des scolaires s’inscrivant dans le cadre de la politique communautaire, soutien aux associations de sport collectif dans la mesure où leur activité présente un intérêt intercommunal, financement des transports dans le cadre des activités culturelles et sportives de l’enseignement préélémentaire et élémentaire organisées par la communauté de communes ;
- Reversement aux communes de Beauficel-en-Lyons, Bosquentin, Fleury-la-Forêt, Les Hogues, Lilly, Lisors, Lorleau, Lyons-la-Forêt, Rosay-sur-Lieure, Touffreville, Le Tronquay et Vascoeuil du contingent d'aide sociale.

### Personnels
Lors de sa création en 2017, l'intercommunalité intègre les personnels issus des anciennes intercommunalités, soit 120 agents permanents représentant 100 équivalent temps plein pour l'ex-Andelle et 54 agents permanents représentant 38 équivalent temps plein pour l'ex-canton de Lyons-la-Forêt.

### Régime fiscal et budget
La Communauté de communes est un établissement public de coopération intercommunale à fiscalité propre.
Afin de financer l'exercice de ses compétences, l'intercommunalité perçoit la fiscalité professionnelle unique (FPU) – qui a succédé à la taxe professionnelle unique (TPU) – et assure une péréquation de ressources entre les communes résidentielles et celles dotées de zones d'activité.
Elle collecte également la taxe d'enlèvement des ordures ménagères (TEOM), qui finance ce service public.
L'intercommunalité  ne reverse pas de dotation de solidarité communautaire (DSC) à ses communes membres.

## Projets et réalisations
Conformément aux dispositions légales, une communauté de communes a pour objet d'associer des « communes au sein d'un espace de solidarité, en vue de l'élaboration d'un projet commun de développement et d'aménagement de l'espace ».
Contrat de ruralité
La CdCLA a signé le 16 octobre 2017 avec l'État et le Département un contrat de ruralité, afin d'accompagner la mise en œuvre de projets sur le territoire  de l'intercommunalité en matière de mobilité, de cohésion sociale, d'accès aux services et aux soins, de revitalisation des bourgs-centres, l'attractivité du territoire et la transition écologique.